# Leichtathletik-Halleneuropameisterschaften 2021/Teilnehmer (Polen)
| Gelbes Symbol für Goldmedaillen mit stilisierten Olympischen Ringen | Graues Symbol für Silbermedaillen mit stilisierten Olympischen Ringen | Braundes Symbol für Bronzemedaillen mit stilisierten Olympischen Ringen |
| ------------------------------------------------------------------- | --------------------------------------------------------------------- | ----------------------------------------------------------------------- |
| 1                                                                   | 5                                                                     | 4                                                                       |

Für Polen standen 17 Athletinnen und 25 Athleten bei den Leichtathletik-Halleneuropameisterschaften 2021 in Toruń auf der Startliste, die zehn Medaillen (1 × Gold, 5 × Silber und 4 × Bronze) errangen.
Die polnische Mannschaft musste auf den Kugelstoßer Konrad Bukowiecki wegen einer zu operierenden Verletzung am Zeh verzichten,
als auch auf die Titelverteidigerin über 60 m Ewa Swoboda wegen einer positiven Testung auf SARS-CoV-2.
Der Start der 4-mal-400-Meter-Staffel der Männer (Kajetan Duszyński, Mateusz Rzeźniczak, Wiktor Suwara, Karol Zalewski, Jakub Krzewina und Dariusz Kowaluk) wurde auf Grund einer SARS-CoV-2-Infektion kurzfristig zurückgezogen.

## Ergebnisse

### Frauen

#### Laufdisziplinen
| Athletin | Disziplin         | Vorlauf        | Vorlauf | Halbfinale         | Halbfinale         | Finale             | Finale             |
| Athletin | Disziplin         | Zeit           | Platz   | Zeit               | Platz              | Zeit               | Platz              |
| --- | ----------------- | -------------- | ------- | ------------------ | ------------------ | ------------------ | ------------------ |
| Katarzyna Sokólska | 60 m              | 7,46 s         | 33      | nicht qualifiziert | nicht qualifiziert | nicht qualifiziert | nicht qualifiziert |
| Justyna Święty-Ersetic | 400 m             | 52,06 s        | 2       | 51,34 s            | 2                  | 51,41 s            | Silber             |
| Angelika Cichocka | 800 m             | 2:04,06 min    | 6       | 2:03,18 min        | 3                  | 2:04,15 min        | Bronze             |
| Joanna Jóźwik | 800 m             | 2:05,19 min    | 13      | 2:03,15 min        | 2                  | 2:04,00 min        | Silber             |
| Anna Wielgosz | 800 m             | 2:02,79 min PB | 1       | 2:05,29 min        | 15                 | nicht qualifiziert | nicht qualifiziert |
| Martyna Galant | 1500 m            | 4:12,08 min    | 9       | nicht qualifiziert | nicht qualifiziert | nicht qualifiziert | nicht qualifiziert |
| Klaudia Kazimierska | 1500 m            | 4:18,24 min    | 19      | nicht qualifiziert | nicht qualifiziert | nicht qualifiziert | nicht qualifiziert |
| Karolina Kołeczek | 60 m Hürden       | 7,98 s         | 3       | 8,12 s             | 14                 | nicht qualifiziert | nicht qualifiziert |
| Pia Skrzyszowska | 60 m Hürden       | 7,96 s PB      | 2       | 7,88 s PB          | 2                  | 7,95 s             | 5                  |
| Aleksandra Gaworska, Małgorzata Hołub-Kowalik, Natalia Kaczmarek, Kornelia Lesiewicz nicht eingesetzt: Joanna Linkiewicz, Justyna Święty-Ersetic | 4 × 400 m Staffel | –––            | –––     | –––                | –––                | 3:29,94 min        | Bronze             |

#### Sprung/Wurf
| Athletin        | Disziplin   | Qualifikation | Qualifikation | Finale             | Finale             |
| Athletin        | Disziplin   | Weite         | Platz         | Weite              | Platz              |
| --------------- | ----------- | ------------- | ------------- | ------------------ | ------------------ |
| Klaudia Kardasz | Kugelstoßen | 17,81 m       | 12            | nicht qualifiziert | nicht qualifiziert |

#### Fünfkampf
| Athletin         | Disziplin | 60 m Hürden | Hochsprung | Kugelstoßen | Weitsprung | 800 m          | Punkte  | Platz |
| ---------------- | --------- | ----------- | ---------- | ----------- | ---------- | -------------- | ------- | ----- |
| Paulina Ligarska | Ergebnis  | 8,67 s PB   | 1,80 m PB  | 13,59 m     | 6,14 m PB  | 2:16,88 min PB | 4484 PB | 7     |
| Paulina Ligarska | Punkte    | 980         | 978        | 767         | 893        | 866            | 4484 PB | 7     |
| Adrianna Sułek   | Ergebnis  | 8,51 s =PB  | 1,77 m     | 12,53 m PB  | 5,80 m     | 2:22,52 min    | 4231    | 9     |
| Adrianna Sułek   | Punkte    | 1015        | 941        | 696         | 789        | 790            | 4231    | 9     |

### Männer

#### Laufdisziplinen
| Athlet                                                                                                | Disziplin         | Vorlauf     | Vorlauf | Halbfinale     | Halbfinale | Finale             | Finale             |
| Athlet                                                                                                | Disziplin         | Zeit        | Platz   | Zeit           | Platz      | Zeit               | Platz              |
| --- | ----------------- | ----------- | ------- | -------------- | ---------- | ------------------ | ------------------ |
| Dominik Kopeć                                                                                         | 60 m              | 6,69 s      | 19      | 6,69 s         | 23         | nicht qualifiziert | nicht qualifiziert |
| Remigiusz Olszewski                                                                                   | 60 m              | 6,68 s      | 16      | 6,60 s         | 5          | 6,66 s             | 6                  |
| Przemysław Słowikowski                                                                                | 60 m              | 6,68 s      | 14      | 6,68 s         | 17         | nicht qualifiziert | nicht qualifiziert |
| Kajetan Duszyński                                                                                     | 400 m             | 46,94 s     | 14      | 47,26 s        | 12         | nicht qualifiziert | nicht qualifiziert |
| Mateusz Borkowski                                                                                     | 800 m             | 1:47,78 min | 2       | 1:45,79 min PB | 1          | 1:46,90 min        | Silber             |
| Patryk Dobek                                                                                          | 800 m             | 1:48,85 min | 7       | 1:47,56 min    | 5          | 1:46,81 min        | Gold               |
| Adam Kszczot                                                                                          | 800 m             | 1:50,53 min | 28      | 1:47,98 min    | 9          | 1:47,23 min        | 4                  |
| Adam Czerwiński                                                                                       | 1500 m            | 3:45,13 min | 39      | –––            | –––        | nicht qualifiziert | nicht qualifiziert |
| Marcin Lewandowski                                                                                    | 1500 m            | 3:39,78 min | 5       | –––            | –––        | 3:38,06 min        | Silber             |
| Michał Rozmys                                                                                         | 1500 m            | 3:40,92 min | 12      | –––            | –––        | 3:40,11 min        | 6                  |
| Marcin Lewandowski                                                                                    | 3000 m            | DNS         | DNS     | DNS            | DNS        | DNS                | DNS                |
| Michał Rozmys                                                                                         | 3000 m            | DNS         | DNS     | DNS            | DNS        | DNS                | DNS                |
| Damian Czykier                                                                                        | 60 m Hürden       | 7,57 s SB   | 3       | 7,59 s         | 3          | 7,63 s             | 6                  |
| Krzysztof Kiljan                                                                                      | 60 m Hürden       | 7,73 s      | 11      | –––            | –––        | 7,84 s             | 19                 |
| Artur Noga                                                                                            | 60 m Hürden       | 7,84 s      | 21      | 7,76 s         | 16         | nicht qualifiziert | nicht qualifiziert |
| Kajetan Duszyński, Mateusz Rzeźniczak, Wiktor Suwara, Karol Zalewski, Jakub Krzewina, Dariusz Kowaluk | 4 × 400 m Staffel | DNS         | DNS     | DNS            | DNS        | DNS                | DNS                |

#### Sprung/Wurf
| Athletin            | Disziplin      | Qualifikation | Qualifikation | Finale             | Finale             |
| Athletin            | Disziplin      | Höhe/Weite    | Platz         | Höhe/Weite         | Platz              |
| ------------------- | -------------- | ------------- | ------------- | ------------------ | ------------------ |
| Robert Sobera       | Stabhochsprung | 5,60 m        | 4             | 5,50 m             | 7                  |
| Paweł Wojciechowski | Stabhochsprung | 5,35 m        | 13            | nicht qualifiziert | nicht qualifiziert |
| Piotr Lisek         | Stabhochsprung | 5,70 m        | 3             | 5,80 m =SB         | Bronze             |
| Adrian Świderski    | Dreisprung     | 16,45 m       | 4             | 16,36 m            | 8                  |
| Michał Haratyk      | Kugelstoßen    | 21,02 m       | 2             | 21,47 m            | Silber             |
| Jakub Szyszkowski   | Kugelstoßen    | 20,12 m       | 10            | nicht qualifiziert | nicht qualifiziert |

#### Siebenkampf
| Athlet          | Disziplin | 60 m   | Weitsprung | Kugelstoßen | Hochsprung | 60 m Hürden | Stabhochsprung | 1000 m         | Punkte  | Platz  |
| --------------- | --------- | ------ | ---------- | ----------- | ---------- | ----------- | -------------- | -------------- | ------- | ------ |
| Paweł Wiesiołek | Ergebnis  | 6,95 s | 7,31 m     | 15,27 m     | 2,01 m     | 8,27 s      | 5,20 m PB      | 2:43,13 min SB | 6133 PB | Bronze |
| Paweł Wiesiołek | Punkte    | 900    | 888        | 806         | 813        | 915         | 972            | 839            | 6133 PB | Bronze |